# Okres Aigle
Okres Aigle (francouzsky District d’Aigle) je jedním z okresů kantonu Vaud ve Švýcarsku. Jeho sídlem je Aigle.

## Poloha
Okres se rozkládá v jihovýchodní části kantonu. Na severu sousedí s okresem Riviera-Pays-d’Enhaut, na západě, jihu a jihovýchodě s kantonem Valais a na severovýchodě s kantonem Bern.

## Seznam obcí
| Znak           | Název obce     | Počet obyvatel (31. 12. 2022) | Rozloha (km²) | Hustota zalidnění (obyv./km²) |
| -------------- | -------------- | ----------------------------- | ------------- | ----------------------------- |
| Aigle          | Aigle          | 10 913                        | 16,41         | 665                           |
| Bex            | Bex            | 8167                          | 96,56         | 85                            |
| Chessel        | Chessel        | 528                           | 3,55          | 149                           |
| Corbeyrier     | Corbeyrier     | 440                           | 22,00         | 20                            |
| Gryon          | Gryon          | 1387                          | 15,22         | 91                            |
| Lavey-Morcles  | Lavey-Morcles  | 978                           | 14,20         | 69                            |
| Leysin         | Leysin         | 3719                          | 18,57         | 200                           |
| Noville        | Noville        | 1169                          | 10,38         | 113                           |
| Ollon          | Ollon          | 7968                          | 59,56         | 134                           |
| Ormont-Dessous | Ormont-Dessous | 1175                          | 64,11         | 18                            |
| Ormont-Dessus  | Ormont-Dessus  | 1424                          | 61,61         | 23                            |
| Rennaz         | Rennaz         | 925                           | 2,19          | 422                           |
| Roche          | Roche          | 1938                          | 6,45          | 300                           |
| Villeneuve     | Villeneuve     | 5968                          | 31,98         | 187                           |
| Yvorne         | Yvorne         | 1086                          | 12,20         | 89                            |
| Celkem (15)    | Celkem (15)    | 47 785                        | 434,99        | 110                           |